# Jörg Peter Kotthaus
Jörg Peter Kotthaus (* 29. Mai 1944 in Gräfenthal) ist ein deutscher Hochschullehrer und Physiker. Schwerpunkte seiner wissenschaftlichen Arbeit sind die Bereiche der Experimentellen Festkörperphysik, der Halbleiterphysik und der Nanotechnologie. Seit 1989 ist er Professor an der Fakultät für Physik der Ludwig-Maximilians-Universität München.

## Leben und Wirken
Kotthaus wurde als Sohn des Kaufmanns Erich Kotthaus und dessen Ehefrau Annemarie (geb. Leistenschneider) geboren. Nach seinem Abitur 1963 in Düsseldorf studierte er Physik an der Universität Bonn und der Technischen Universität München, an der er 1969 das Diplom erwarb. 1972 promovierte er an der University of California in Santa Barbara zum Doctor of Philosophy (Ph. D.).
Nach seiner Rückkehr nach Deutschland arbeitete er von 1973 bis 1978 als wissenschaftlicher Assistent an der TU München, wo er sich 1977 habilitierte. 1978 folgte er einem Ruf auf den Lehrstuhl für Angewandte Physik der Universität Hamburg. 1989 kehrte er nach München zurück und übernahm einen neu eingerichteten Lehrstuhl für Experimentalphysik – Halbleiterphysik – an der Ludwig-Maximilians-Universität München (LMU).
Kotthaus ist seit 1989 Fellow der American Physical Society. Er ist Initiator und Mitgründer des 1998 an der LMU München eingerichteten interdisziplinären Center for NanoScience (CeNS), das er von 1998 bis 2006 als Sprecher koordinierte, sowie des im Rahmen der Exzellenzinitiative des Bundes und der Länder seit 2006 geförderten Forschungsclusters Nanosystems Initiative Munich (NIM).

## Auszeichnungen
Er ist Mitglied der Deutschen Akademie der Naturforscher Leopoldina (seit 2009) und Mitglied der Deutschen Akademie der Technikwissenschaften acatech (seit 2010).
- 1991: Gentner-Kastler-Preis
- 1995: Max-Planck-Forschungspreis
- 2001: Bundesverdienstkreuz am Bande
- 2007: Bayerischer Verdienstorden